# Hadrianstraße 19 (Fridolfing)

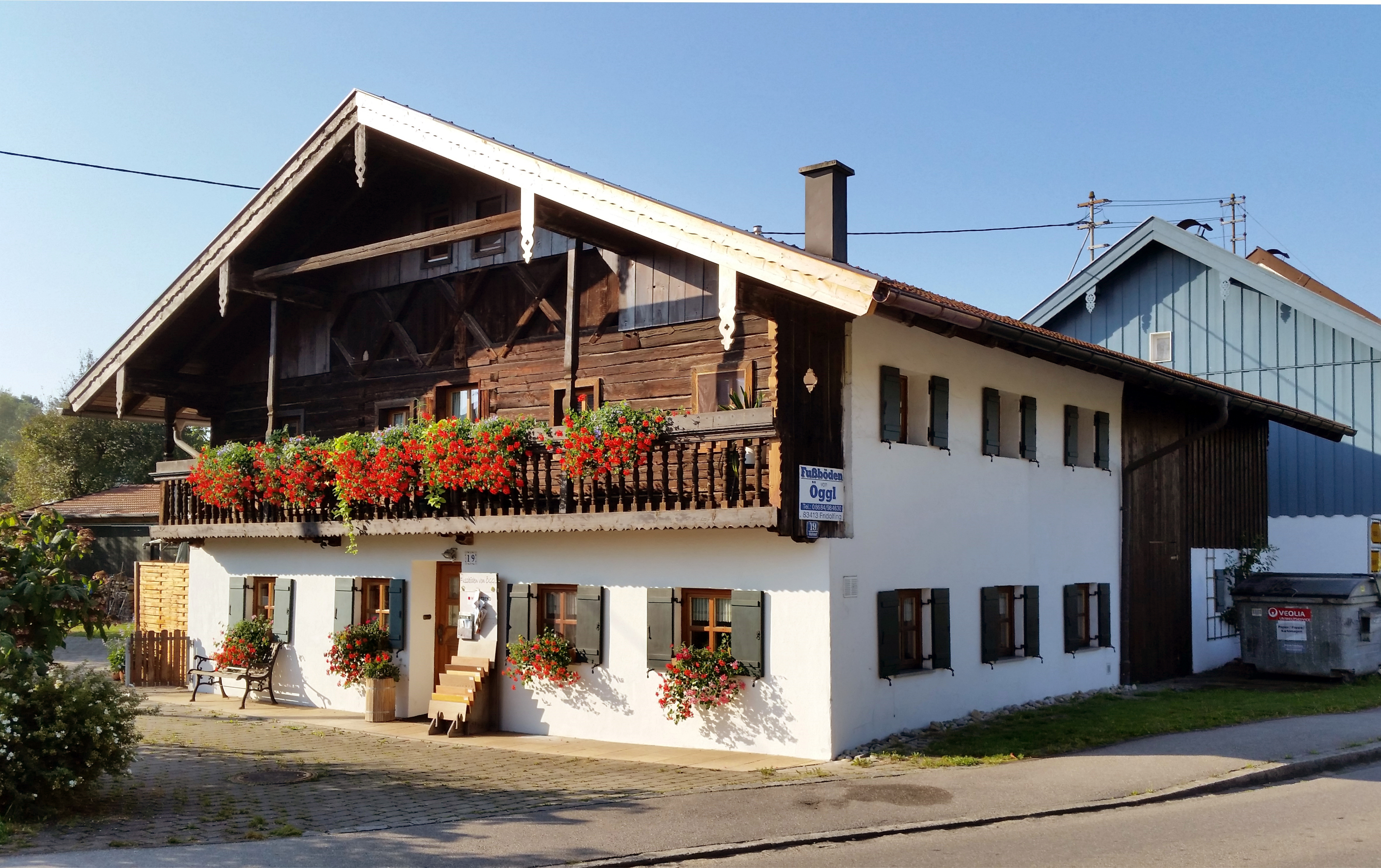
Hadrianstraße 19 in Fridolfing

Das Gebäude Hadrianstraße 19 in Fridolfing, einer Gemeinde im oberbayerischen Landkreis Traunstein, wurde Mitte des 18. Jahrhunderts errichtet. Das ehemalige Kleinbauernhaus ist ein geschütztes Baudenkmal.
Der Mittertennbau mit Blockbau-Obergeschoss und Bundwerkgiebel zeigt eine traufständige Stellung zur Straße. Das Obergeschoss besitzt an den Längsseiten eine flankierende Vermauerung. An der Südseite erfolgte ein hakenförmiger Anbau für Wohnzwecke.